# Norra Pettersjön
Norra Pettersjön är en sjö i Härjedalens kommun i Härjedalen och ingår i Göta älvs huvudavrinningsområde. Sjön har en area på 0,0202 kvadratkilometer och ligger 773,6 meter över havet. Norra Pettersjön ligger i Rogen Natura 2000-område. Vid provfiske har abborre, elritsa och öring fångats i sjön.

## Delavrinningsområde
Norra Pettersjön ingår i det delavrinningsområde (691603-133220) som SMHI kallar för Inloppet i Stor-Tandsjön. Medelhöjden är 773 meter över havet och ytan är 1,64 kvadratkilometer. Det finns ett avrinningsområde uppströms, och räknas det in blir den ackumulerade arean 12,89 kvadratkilometer. Avrinningsområdets utflöde Göta älv (Röa) mynnar i havet. Avrinningsområdet består mestadels av skog (96 procent). Avrinningsområdet har 0,06 kvadratkilometer vattenytor vilket ger det en sjöprocent på 3,5 procent.